# Marco Cé
Marco Cé (Izano, 8 juli 1926 – Venetië, 12 mei 2014) was een Italiaans geestelijke en kardinaal van de Katholieke Kerk.
Cé doorliep het seminarie in Crema, en studeerde vervolgens aan de Pontificia Università Gregoriana. Hij promoveerde in de dogmatische theologie. Op 27 maart 1948 werd hij tot priester gewijd. Vervolgens werd hij hoogleraar in Bijbelstudie aan het seminarie in Crema. In 1950 volgde zijn benoeming tot rector van datzelfde seminarie.
Op 22 april 1970 werd Cé benoemd tot hulpbisschop van Bologna en tot titulair bisschop van Vulturia. Zijn bisschopswijding vond plaats op 17 mei 1970. Op 7 december 1978 volgde zijn benoeming tot patriarch van Venetië. Hij was de opvolger van Albino Luciani, die op 26 augustus 1978 tot paus was gekozen.
Cé werd tijdens het consistorie van 30 juni 1979 kardinaal gecreëerd.  Hij kreeg de rang van kardinaal-priester. Zijn titelkerk werd de Basiliek van San Marco. Cé nam deel aan het conclaaf van 2005.
Cé ging op 5 januari 2002 met emeritaat.
- Bibliothèque nationale de France: cb162694674 (data)
- Gemeinsame Normdatei: 142237973
- International Standard Name Identifier: 0000 0001 1879 2569
- Nationale Bibliotheek van Tsjechië: xx0311916
- Istituto Centrale per il Catalogo Unico: VIAV089576
- Système universitaire de documentation: 084311428
- Virtual International Authority File: 89494164
- WorldCat: E39PBJbxC4d4dqb8gKgVrJhGpP

Lorenzo Giustiniani · Giovanni Barozzi · Maffeo Gherardi · Thomas Donatus · Marco Cornaro · Gerolamo Querini · Pietro Francesco Contarini · Vincenzo Diedo · Giovanni Trevisan · Lorenzo Priuli · Matteo Zane · Francesco Vendramin · Giovanni Tiepolo · Federico Corner · Gianfranco Morosini · Alvise Sagredo · Gianalberto Badoaro · Pietro Barbarigo · Marco Gradenigo · Francesco Antonio Correr · Aloysius Foscari · Giovanni Bragadin · Fridericus Maria Giovanelli · Ludovico Flangini Giovanelli · Nicola Saverio Gamboni · Francesco Milesi · Ján Krstitel Ladislav Pyrker · Giacomo Monico · Pietro Aurelio Mutti · Angelo Ramazzotti · Giuseppe Luigi Trevisanato · Domenico Agostini · Giuseppe Melchiorre Sarto · Aristide Cavallari · Pietro La Fontaine · Adeodato Giovanni Piazza · Carlo Agostini · Angelo Giuseppe Roncalli · Giovanni Urbani · Albino Luciani · Marco Cé · Angelo Scola · Francesco Moraglia